# ヨシュア・キトラーノ
ヨシュア・ガストン・キトラーノ（Joshua Gaston Kitolano、2001年8月3日 - ）は、コンゴ民主共和国・リカシ出身のノルウェー人サッカー選手。スパルタ・ロッテルダム所属。ポジションはMF。
同じくサッカー選手であるヨン・キトラーノとエリク・キトラーノはそれぞれヨシュアの兄にあたる。

## クラブ経歴
コンゴ民主共和国のリカシに生まれ、2005年10月にノルウェーへ家族揃って移住して来た。2017年、オッド・グレンランドの下部組織に入団し、2018年4月15日、エリテセリエンのストレームスゴトセトIF戦にて、トップチームデビューを果たした。オッド・グレンランドでは、4シーズン半の在籍で公式戦117試合に出場して8得点を記録した。
2022年6月21日、エールディヴィジのスパルタ・ロッテルダムに移籍し、4年契約を結んだ。

## 代表経歴
2016年からノルウェーの世代別代表に招集され始め、U-15からU-21までの全ての世代別代表を経験している。